# 乙酸铈
乙酸铈（乙酸铈(III)）化学式Ce(CH3COO)3，俗名醋酸铈，为可溶于水的白色粉末。其1.5水合物于133°C失水，得到无定形的无水物，无定形物在212°C发生相变得到晶体，并于286°C再次发生相变。

## 制备
由碳酸铈(III)和50%乙酸水溶液反应得到：
Ce2(CO3)3 + 6 CH3COOH → 2 Ce(CH3COO)3 + 3 H2O + 3 CO2↑

## 性质
乙酸铈可溶于水和乙醇（无水物）（其水合物难溶于乙醇），易溶于吡啶，难溶于丙酮。其热分解（310°C）会生成碱式乙酸铈，进一步分解得到Ce2O2CO3，继续加热生成CeO2和CO。